# Cuaba
Cuaba è una marca di sigari cubani. È una delle marche più giovani attualmente esistenti a Cuba, essendo stata presentata per la prima volta nel 1996 nel mercato inglese, e deve il suo nome ad un tipo di legno che gli indiani taìnos erano soliti utilizzare, per via della sua ottima combustibilità, per accendersi i loro cohibas (termine che indicava appunto i sigari).

## Produzione
La particolarità di questa marca è che produce esclusivamente sigari figurados, ed in particolare perfectos i quali, diversamente dai parejos che hanno i lati lunghi paralleli, si caratterizzano da avere entrambe le estremità (cosiddetta testa e piede del sigaro) rastremate ed inoltre i lati lunghi non paralleli.
Il suo "creatore", lo stesso che lo ha reso famoso, essendo un sigaro difficile da fabbricare, essendo il formato "torpedo", ossia a due punte fu Carlos Manuel Izquierdo.
Cuaba è anche molto nota in quanto produce il sigaro attualmente in commercio con il maggior quantitativo di tabacco; si tratta infatti del suo diadema, che  arriva a misurare 233 mm per un diametro di 21,52 mm. La marca, a differenza di altri brand cubani che furono fondati da privati e poi nazionalizzati con la rivoluzione cubana, ha esordito subito all'interno della società proprietaria di tutte le marche Habanos, la società di pari proprietà del Governo cubano e della multinazionale del tabacco franco-spagnola Altadis.
Elenco dei sigari Cuaba venduti in Italia, escluse le edizioni limitate.
- Divinos (vitola Petit Bouquet - Lunghezza 101mm, Diametro 17,07mm);
- Tradicionales (vitola Favorito - Lunghezza 120mm, Diametro 16,67mm);
- Generosos (vitola Generoso - Lunghezza 132mm, Diametro 16,67mm);
- Exclusivos (vitola Exquisito - Lunghezza 145mm, Diametro 18,26mm);
- Distinguidos (vitola Romeo - Lunghezza 162mm, Diametro 20,64mm);
- Salomones (vitola Salomone - Lunghezza 184mm, Diametro 22,31mm)
- Diademas (vitola Diadema - Lunghezza 233mm, Diametro 22,31mm);